# Diphucephala beryllina
Diphucephala beryllina är en skalbaggsart som beskrevs av Hermann Burmeister 1855. Diphucephala beryllina ingår i släktet Diphucephala och familjen Melolonthidae. Inga underarter finns listade i Catalogue of Life.